# Tinwald House

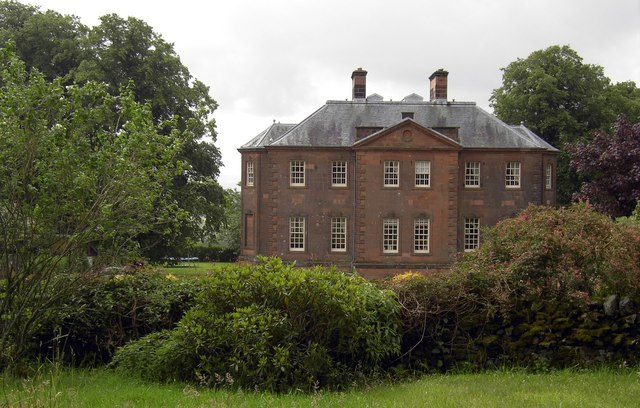
Tinwald House

Tinwald House ist ein Herrenhaus nahe der schottischen Ortschaft Tinwald in der Council Area Dumfries and Galloway. 1971 wurde das Bauwerk in die schottischen Denkmallisten in der höchsten Denkmalkategorie A aufgenommen. Des Weiteren sind der zugehörige Gutshof sowie die Cottages eigenständig als Kategorie-A-Bauwerke klassifiziert. Ein Denkmalensemble besteht nicht.

## Geschichte
Tinwald House wurde im Jahre 1740 für den Lord Advocate und Politiker Charles Erskine, Lord Tinwald errichtet. Für den Entwurf zeichnet der schottische Architekt William Adam verantwortlich. 1946 verheerte ein Brand das Herrenhaus. Im folgenden Jahr begannen die Restaurierungsarbeiten, bei denen verschiedene Änderungen vorgenommen wurden.

## Beschreibung
Das Gebäude liegt isoliert rund 1,5 km südöstlich des Weilers Tinwald und fünf Kilometer nordöstlich von Dumfries. Das Mauerwerk des klassizistischen zweistöckigen Herrenhauses besteht aus rotem Sandstein, der zu einem Schichtenmauerwerk verbaut wurde. Die Gebäudekanten sind ebenso wie der an südwestexponierten Frontseite hervortretende Mittelrisalit mit Ecksteinen abgesetzt. Der zentrale Eingangsbereich ist mit Fries gestaltet. Sämtliche Fenster schließen mit Architraven.

## Gutshof
Der Gutshof liegt nordwestlich des Herrenhauses. Er entstand zusammen mit Tinwald House und wurde wahrscheinlich ebenfalls von William Adam entworfen. Ursprünglich handelte es sich um ein L-förmiges Gebäude, dass später verändert und erweitert wurde. Die Gebäude sind zweistöckig. Alle Öffnungen sind ausgemauert. Entlang der Nordseite schließen drei Toröffnungen mit Segmentbögen, von denen einer zwischenzeitlich mit Mauerwerk verfüllt wurde. Die verschiedenen Gebäudeteile schließen mit schiefergedeckten Dächern.

## Cottages
Direkt südöstlich von Tinwald House sind die Cottages in einem L-förmigen Gebäude untergebracht. Wahrscheinlich stammt der Entwurf ebenfalls von Adam. Bemerkenswert ist jedoch, dass ihr Aufbau nicht einer Abbildung entspricht, die zu Bauzeiten in einer Fachzeitschrift veröffentlicht wurde. In dem zweistöckigen Gebäude befanden sich wahrscheinlich die Bedienstetenquartiere. Analog dem Hauptgebäude besteht das Mauerwerk aus roten Quadersteinen. Sämtliche Öffnungen sind ausgemauert. Ein weites Tor mit abschließendem Segmentbogen an der Südostseite ist heute mit Mauerwerk verschlossen. Im Gebäudeinnenwinkel tritt ein Turm rund hervor.